# Vila de Frades
Pour les articles homonymes, voir Vila.
Vila de Frades est une paroisse civile portugaise (en portugais : freguesia) de la municipalité de Vidigueira dans le district de Beja.

## Géographie
Vila de Frades est située à l'ouest de Vidigueira. Elle est limitrophe des municipalités de Cuba à l'ouest et Portel au nord.

## Démographie
Lors du recensement de 2021, Vila de Frades compte 799 habitants.

## Patrimoine
- Ruines romaines de São Cucufate